# Sthenolepis javanica
Sthenolepis javanica är en ringmaskart som först beskrevs av Horst 1917.  Sthenolepis javanica ingår i släktet Sthenolepis och familjen Sigalionidae. Inga underarter finns listade i Catalogue of Life.